# シラレ
シラレ（リトアニア語: Šilalė  発音）は、リトアニアの都市。タウラゲの北30kmに位置する。街にはロキースタ川 (Lokysta) が流れている。

## 人口
- 1970年 - 2,904人
- 1979年 - 4,242人
- 1989年 - 6,308人
- 2001年 - 6,281人

## 姉妹都市
- シュタヴェンハーゲン（ ドイツ）
- ソヴィェツク（ ロシア）